# Bhargavi Narayan
Bhargavi Narayan (Bangalore, 4 de febrero de 1938-Jayanagar, 14 de febrero de 2022) fue una actriz india de la industria cinematográfica canarés y artista de teatro en Karnataka.  Entre sus películas destacan Eradu Kanasu, Hanthakana Sanchu, Pallavi Anupallavi y Baa Nalle Madhuchandrake.

## Carrera profesional
Participó en más de veintidós películas y en muchas obras de teatro en canarés, incluyendo las series de televisión Manthana y Mukta. Escribió y dirigió obras de teatro para los programas femeninos de AIR y la Asociación de Mujeres para los Niños de Karnataka. Trabajó como miembro de la Academia Kannada Natak 
Antes de iniciar su carrera artística, trabajó como gerente en ESI Corporation, Bengaluru. 
Escribió un libro en kannada, llamado Naa Kanda Nammavaru, publicado por Ankita Pustaka, Bengaluru. 
Fue oradora en el Festival de Literatura de Bangalore 2018, Bengaluru

## Vida personal
Nació el 4 de febrero de 1938 de Naamagiriyamma y M. Ramaswamy. 
Estuvo casada con Belavadi Nanjundaiah Narayana, alias Makeup Nani (3 de noviembre de 1929-4 de diciembre de 2003), que fue actor de cine canarés y maquillador. Tuvieron cuatro hijos: Sujatha, Prakash, Pradeep y Sudha. Prakash es una personalidad del teatro, el cine, la televisión y los medios de comunicación de la India, y ha recibido el Premio Nacional de Cinematografía por su película Stumble en 2002. Sudha, actriz de cine y artista teatral canarés.
Su autobiografía, Naanu, Bhargavi ("Yo soy, Bhargavi"), fue publicada en 2012 por la editorial Ankita Pustaka, de Bengaluru. El libro ganó premios de la Academia Sahitya del Estado de Karnataka, Karnataka Sangha, Shimoga y Srimati Gangamma Somappa Bommai Pratishthana, Dharwad Karnataka.
Murió en Jayanagar, Bangalore, el 14 de febrero de 2022, a los ochenta y cuatro años.

## Premios
- Premios de cine del estado de Karnataka - Mejor actriz de reparto (1974-1975) - crédito: actriz de cine Profesor Huchuraya
- Premios de la Academia Nataka del estado de Karnataka (1998) - crédito: obras de teatro / drama
- Premio Mensaje Prestigioso de Mangalore – crédito: guion, escritor de diálogos para la serie Kannada: Kavalodeda Daari
- Premios Nudisiri de Alva (2005) - crédito: obras de teatro / drama[6]
- Concurso de teatro del estado de Karnataka - mejor actriz (dos veces)
- Concurso de drama infantil del estado de Karnataka (1974-1975) - premio a nivel estatal - crédito: guionista y director de drama: Bhoothayyana Pechata

## Filmografía seleccionada
- Subba shastry (1967)
- Pallaví (1976)
- Muyyi (1979)
- Anthima Ghatta (1987)
- Jamboo Savari (1993)
- Tropezar (2003)
- Kaada Beladingalu (2007)
- Ídola Ramayana (2016)
- Raajakumara (2018)
- Premier Padmini (2019)
- Mariposa
- 777 Charlie (2022)